# Менемен (јело)
Менемен (тур. Menemen) је турско јело направљено од јаја, паприке, парадајза и лука по жељи. Први су га направили Критски Турци који су дошли у округ Менемен у Измиру са разменом становништва и добио је име по округу.

## Начин прављења
Прво се лук испржи на уљу док не порумени. Затим се додају паприке и лагано се запеку. Након тога се додају сецкани парадајзи, а парадајз се кува док не пусти сок. Јаја, чији ће број варирати према потреби, разбију се и мешањем оставе да се кувају. Након тога, јелу се по жељи могу додати зачини као што су чили и мента. Јело се припрема кувањем јаја. Кобасица се може направити и додавањем сланине, кобасице или сира, али то удаљава од традиционалног рецепта.

## Чакалијски менемен
У стилу округа Чакали (Çakallı), тип менемена јединствен за ресторане који се налазе у том округу на аутопуту Самсун-Ћорум (Samsun-Çorum), користи се само жуманце јаја и служи се уз локални хлеб. 

## Калорије
Мали део менемена, који се често укључује у основне оброке, има око 105 калорија, док средњи део вреди 177 калорија. Они који желе да задрже контролу тежине у равнотежи могу додати рецепт за менемен на своју листу исхране.